# Magdalena, Sonora
Magdalena là một đô thị thuộc bang Sonora, México. Năm 2005, dân số của đô thị này là 25524 người.